# Clinocentrus kozlovi
Clinocentrus kozlovi är en stekelart som beskrevs av Sergey A. Belokobylskij 1995. Clinocentrus kozlovi ingår i släktet Clinocentrus och familjen bracksteklar. Inga underarter finns listade i Catalogue of Life.